# West Side Tennis Club Grass Court Challenger 2004
Il West Side Tennis Club Grass Court Challenger 2004 è stato un torneo di tennis facente parte della categoria ATP Challenger Series nell'ambito dell'ATP Challenger Series 2004. Il torneo si è giocato a Forest Hills negli Stati Uniti dal 7 al 12 giugno 2004 su campi in erba indoor.

## Vincitori

### Singolare
Justin Gimelstob ha battuto in finale  Dušan Vemić con il punteggio di 7–6(7), 6–2

### Doppio
Brandon Coupe /  Justin Gimelstob hanno battuto in finale  Travis Rettenmaier /  Michael Tebbutt con il punteggio di 6–4, 6–4